# خط أنابيب الغاز عبر بحر قزوين
خط أنابيب ترانس قزوين Trans-Caspian Gas Pipeline هو خط أنابيب بحري بطول 300 كيلومتر بين أذربيجان وتركمانستان. الهدف هو جذب احتياطيات هائلة من الغاز التركماني. 121 تحتاج تركمانستان وأذربيجان إلى موافقة خطية من أجل تشغيل خطوط الأنابيب.

## تاريخه
كان أول تنفيذ للمشروع في مبلغ ملياري دولار في 1640 كيلومترا قد سعى بنشاط في التسعينات. تم تصميم المشروع لنقل ما يصل إلى 30 مليار متر مكعب من الغاز سنويا. 16 متر مكعب من السوق التركية، 14 متر مكعب للمستهلكين الأوروبيين.ومع ذلك، فإن بعض المشاكل، بسبب حصة المشروع وتقسيم حقول بحر قزوين، قد أوقفت بسبب الصراع بين تركمانستان وأذربيجان، وانتهكت في نهاية الأمر.تمت استعادة المشروع فيما يتعلق بمشروع الاتحاد الأوروبي نابوكو، الذي يمكن أن يرتبط بالنظام التركي لنقل الغاز إلى أوروبا في عام 2002.وسيتم تزويد خط الأنابيب بالغاز من تركمانستان وأذربيجان.
بدأت المفاوضات بين الاتحاد الأوروبي وأذربيجان في سبتمبر 2011 لتحديد الإطار القانوني والظروف التشغيلية لخط الأنابيب. وقال المفوض الأوروبي للطاقة غونتر إيتنغر إن الصفقة ستضيف 40 مليار متر مكعب من الغاز سنويا من بحر قزوين إلى أوروبا في ممر نقل الغاز الجديد.ومع ذلك أدت الجولة الثالثة من المحادثات حول مسار عبر بحر قزوين في مارس 2012 إلى تناقض في مواقف روسيا وأوروبا.
تلاحظ السلطات الأذربيجانية أن تقدم طريق عبر بحر قزوين في ظروف المقاومة من قبل لاعب إقليمي آخر هو مسألة إرادة سياسية.في يناير 2013 ، قال وزير الطاقة ناتيغ علييف أنه سيتم قريبا توقيع وثيقتين بين رئيسي أذربيجان وتركمانستان ورئيس المفوضية الأوروبية.